# Tympanobasis tumidicosta
Tympanobasis tumidicosta är en fjärilsart som beskrevs av George Francis Hampson 1926. Tympanobasis tumidicosta ingår i släktet Tympanobasis och familjen nattflyn. Inga underarter finns listade i Catalogue of Life.